# Brigitte Engerer
Brigitte Engerer (Túnez, 27 de octubre de 1952 - París, 23 de junio de  2012) fue una pianista clásica francesa.

## Trayectoria
Alumna de Lucette Descaves, a los 17 años dejó París para ir a estudiar piano a la Unión Soviética en el Conservatorio de Moscú; en 1969 ganó el Concurso Internacional Marguerite Long-Jacques Thibaud.
A los 25 años la invitó Herbert von Karajan a tocar con la Orquesta Filarmónica de Berlín. Luego, tocó con la Orquesta de París dirigida por Daniel Barenboim, la Orquesta Filarmónica de Nueva York dirigida por Zubin Mehta y muchas otras. Tocó también junto a otros grandes solistas como Boris Berezovsky, Michel Béroff, Gérard Caussé, Olivier Charlier, Henri Demarquette, David Geringas, Alexandre Kniazev, Oleg Maisenberg, Hélène Mercier, Dimitri Sitkovetsky y otros.
Se casó con el escritor Yann Queffelec, con quien tuvo una hija, Léonore (1985). Posteriormente, se casó con Xavier Fourteau, con quien tuvo un hijo, Harold (1994).
Falleció en 2012, a los 59 años, de cáncer.
El presidente de la República Francesa, François Hollande, le dedicó palabras de elogio: 

Todos la recordaremos por su gran coraje personal, porque luchando contra la enfermedad que acaba de llevársela, encontró la fuerza para animar aún el año pasado el Festival de piano a Beauvais Pianoscope, en el que ejercía la dirección artística.

## Premios musicales
- Sexta posición en el Concurso Tchaikovskij Moscú (1974)
- Tercera posición en el Concurso Internacional de Música Reina Isabel de Bélgica (1978)
- Grand Prix du Disque por su grabación de Carnaval op. 9 y Carnaval de Viena de Robert Schumann
- Victoires d'honneur en las Victoires de la musique (2011)

## Distinciones honoríficas
- Comendador de las Artes y las Letras (1996)
- Caballero de la Legión de Honor (1997)
- Comandante de la Orden Nacional del Mérito (2011)[3]